# Joseph-Auguste Rousselin
Joseph-Auguste Rousselin, né à Paris le 20 août 1841 et mort à Grenoble le 24 septembre 1916, est un peintre et collectionneur d'art français.

## Biographie
Élève de Charles Gleyre et Thomas Couture, Auguste Rousselin est un artiste polyvalent qui s'est illustré dans une gamme variée de sujets, biblique et animalier. Certaines de ses toiles ont rejoint les collections des musées de Grenoble et de Pau.
Ami intime de peintres impressionnistes importants comme Édouard Manet, Alfred Sisley et Auguste Renoir (C'est sur ses conseils qu'en 1876, Renoir exposa à la Société des amis des arts de Pau, Baigneuses (Paysage), La Mare aux fées et Nymphe se mirant dans l'eau, trois tableaux qui ont disparu), l'artiste est entré dans la grande histoire de la peinture plus en les fréquentant que par son propre travail.
Ainsi Rousselin est l'un des protagonistes (l'homme barbu au second plan à droite) de l'un des chefs-d'œuvre d'Édouard Manet, Le Déjeuner dans l'atelier. Durant l'été 1868, Manet passe six semaines à Boulogne-sur-Mer, pour les premières esquisses de cette œuvre emblématique achevée à Paris. Manet recrée le moment d'un déjeuner sans conséquence dans son appartement familial de Boulogne-sur-Mer avec son fils, Léon Koelin et Auguste Rousselin, qu'il avait rencontré dans l'atelier de Couture.
Il figure aussi sur le tableau anonyme représentant Les quarante trois portraits de peintres de l’atelier de Charles Gleyre.
Rousselin donna très tôt au musée de Grenoble en 1901 Vue de Montmartre, depuis la Cité des Fleurs aux Batignolles, un tableau de 1869 d'Alfred Sisley deux ans après la mort du peintre.

## Œuvres dans les collections publiques
- Grenoble, musée de Grenoble : 

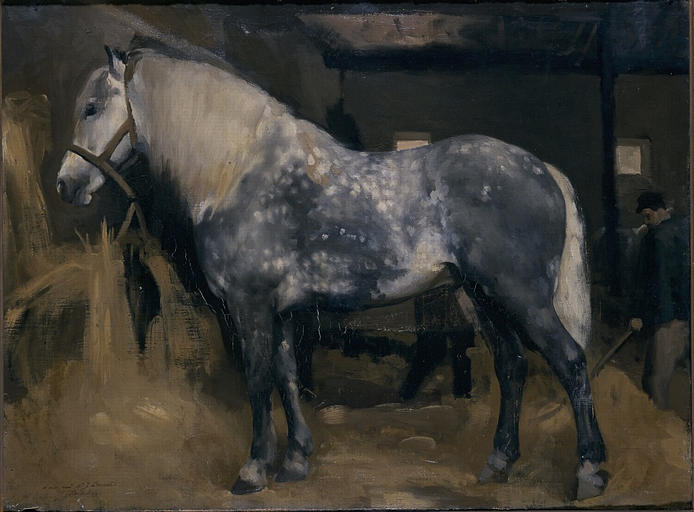
Percheron dans une écurie, début du XXe siècle, musée de Grenoble

  - Percheron dans une écurie, huile sur toile, 54 × 73 cm[6]
- Pau, musée des beaux-arts : 
  - Charles Le Cœur, huile sur toile, 1869, 82 × 65 cm[7]
  - Une Visite à l'écurie, huile sur toile, 1873, 69 × 82 cm[8]
  - Le Repentir de l'enfant prodigue, huile sur toile, 1883, 185 × 106 cm[9]
  - La Foire de saint Martin à Pau, étude, huile sur toile, 1885, 41 × 33 cm[10]
  - La petite fille du garde, huile sur toile, 1889, 92 × 73 cm[11]